# Сюлейман Кючюк
Сюлейман Кючюк (тур. Süleyman Küçük, нар. 13 лютого 1978, Саліхлі) — турецький футболіст, що грав на позиції воротаря.
Виступав, зокрема, за клуб «Денізліспор», а також другу збірну Туреччини.

## Клубна кар'єра
Народився 13 лютого 1978 року в місті Саліхлі. Вихованець футбольної школи клубу «Єні Саліхліспор». Дорослу футбольну кар'єру розпочав 1996 року в основній команді того ж клубу, в якій провів два сезони, взявши участь у 17 матчах чемпіонату. 
Своєю грою за цю команду привернув увагу представників тренерського штабу клубу «Денізліспор», до складу якого приєднався 1998 року. Відіграв за команду з Денізлі наступні дев'ять сезонів своєї ігрової кар'єри.
Згодом з 2007 по 2013 рік грав у складі команд «Алтай», «Денізліспор», «Карталспор», «Карабюкспор», «Істанбул Гюнгеренспор» та «Тургутлуспор».
Завершив ігрову кар'єру у команді «Гебзеспор», за яку виступав протягом 2015 року.

## Виступи за збірні
У 2000 році залучався до складу молодіжної збірної Туреччини. На молодіжному рівні зіграв у 3 офіційних матчах, пропустив 3 голи.